# Лулонга
Лулонга (фр. Lulonga) — річка у Демократичній Республіці Конго, ліва притока річки Конго. Загальна довжина річки близько 200 км. Утворюється злиттям річок Лопорі та Маринга біля міста Басанкусу. Гирло знаходиться поблизу села Лулонга на лівому березі Конго. Річка повністю судноплавна.